# Oud-Heverlee Leuven

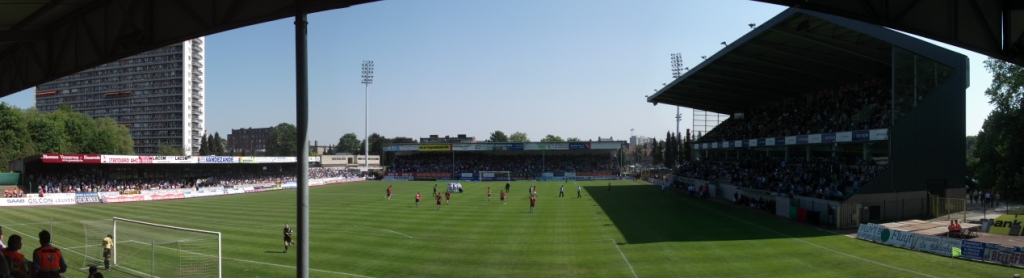
Stadion Den Dreef

OH Leuven (celým názvem Oud-Heverlee Leuven, zkráceně OHL) je belgický fotbalový klub z města Lovaň. Byl založen roku 2002 sloučením (tzv. fúzí) 3 klubů: K. Daring Club Leuven (matrikulační číslo 223), K. Stade Leuven (matrikulační číslo 18) a FC Zwarte Duivels Oud-Heverlee (matrikulační číslo 6142). Domácím hřištěm je Stadion Den Dreef s kapacitou 9 300 míst.
Od léta 2011 klub působí v nejvyšší belgické lize Jupiler Pro League.

## Logo
Klubové logo se skládá ze tří barevných čar (zelená, červená a černá) a malého šedého kruhu v horní části emblému a textu ve spodní části. Šedý text je složen z velké zkratky OHL, pod ní je menším písmem napsán celý název Oud-Heverlee Leuven.